# Sean Gunn
Sean Gunn (* 22. května 1974 St. Louis, Missouri) je americký televizní a filmový herec. Jeho nejznámější rolí je Kirk Gleason v televizním seriálu Gilmorova děvčata. Často se objevuje ve filmech svého staršího bratra, režiséra Jamese Gunna.

## Životopis
Narodil se v St. Louis v americkém státě Missouri jako nejmladší ze šesti dětí. Jeho bratry jsou režisér James Gunn, herec Matt Gunn, scenárista Brian Gunn a producent Patrick Gunn. Má také starší sestru Beth, která pracuje jako advokátka.
Gunn a jeho bratři chodili na jezuitskou střední školu v St. Louis. Gunn zde absolvoval v roce 1992. Poté v roce 1996 absolvoval divadelní školu na DePaul University v Chicagu.
V roce 1995 přišla jeho první filmová role, a to Sammy Capulet ve filmu Tromeo a Julie. V roce 2000 hostoval v druhém dílu seriálu Gilmorova děvčata jako instalační technik Mick. V průběhu první řady seriálu se Gunn do seriálu vrátil a ztvárnil vedlejší roli Kirka Gleasona. Od třetí řady se z Kirka už stala jedna z hlavních postav.
V roce 2012 hostoval v dílu Makeover hudebního seriálu Glee. Ztvárnil člena komise Phinease Hayese. V roce 2014 ztvárnil Kraglina ve snímku Strážci Galaxie a roli si zopakoval i v jeho pokračování z roku 2017 s názvem Strážci Galaxie Vol. 2.

## Filmografie

### Film
| Rok  | Název                         | Role              | Poznámky                            |
| ---- | ----------------------------- | ----------------- | ----------------------------------- |
| 1996 | Tromeo a Julie                | Sammy Capulet     |                                     |
| 1997 | Stricken                      | Guffy             |                                     |
| 1999 | The Auteur Theory             | Tori York         |                                     |
| 2000 | The Specials                  | Alien Orphan      | také producent                      |
| 2001 | Love, Sex & Murder            | číšník            | krátký film také producent          |
| 2001 | Pearl Harbor                  | námořník          |                                     |
| 2003 | The Man Who Invented the Moon | Sammy Hughes      | krátký film také výkonný producent  |
| 2004 | Fish Out of Water             | Jim               | krátký film                         |
| 2005 | Jesus, Mary and Joey          | Stevie            |                                     |
| 2008 | Pants on Fire                 | PK                |                                     |
| 2010 | Super                         | Toby              |                                     |
| 2012 | The Giant Mechanical Man      | George            |                                     |
| 2013 | Who the F Is Buddy Applebaum  | Pinto             |                                     |
| 2014 | Strážci Galaxie               | Kraglin Obfonter  | motion capture za Rocketa a Thanose |
| 2015 | The Hive                      | Dr. Baker         |                                     |
| 2016 | Experiment Belko              | Marty Espenscheid |                                     |
| 2016 | Ordinary World                | Ted               |                                     |
| 2016 | Po                            | Ben               |                                     |
| 2017 | Strážci Galaxie Vol. 2        | Kraglin Obfonter  | motion capture za Rocketa           |
| 2018 | Avengers: Infinity War        | —                 | motion capture za Rocketa           |
| 2019 | Avengers: Endgame             | Kraglin (cameo)   | motion capture za Rocketa           |
| 2021 | The Suicide Squad             |                   |                                     |
| 2023 | Strážci Galaxie: Volume 3     | Kraglin           | motion capture za Rocketa           |

### Televize
| Rok       | Název                                    | Role                                  | Poznámky                                       |
| --------- | ---------------------------------------- | ------------------------------------- | ---------------------------------------------- |
| 1999      | Možná už zítra                           | recepční                              | Díl: „A Parent's Job“                          |
| 1999–2000 | Angel                                    | Lucas, Mars                           | 2 díly                                         |
| 2000      | Brutally Normal                          | Lenny                                 | 2 díly                                         |
| 2000      | The Michael Richards Show                | Dennis                                | Díl: „Simplification“                          |
| 2000–2007 | Gilmorova děvčata                        | Kirk Gleason, Mick, Swan              | 137 dílů jedna z hlavních postav               |
| 2001      | Inside Schwartz                          | Focus Group Guy #2                    | Díl: „Bless Me Father, for I Have Fired You“   |
| 2001      | DAG                                      | Ryan                                  | Díl: „Prom“                                    |
| 2001      | Takoví normální mimozemšťané             | hlídač                                | Díl: „You Don't Know Dick“                     |
| 2001      | Going to California                      | Joey „Fuzz“ Fucetti                   | 4 díly                                         |
| 2002      | Ano, drahoušku                           | David Scott                           | Díl: „Making Baby“                             |
| 2002–2003 | Andy Richter Controls the Universe       | Phil                                  | 3 díly                                         |
| 2004      | Gilmore Girls Backstage Special          | on sám                                | televizní film                                 |
| 2007–2008 | October Road                             | Vincent „Rooster“ Road                | 6 dílů                                         |
| 2008      | Královny vřískotu                        | on sám                                | 1 díl                                          |
| 2008      | Sparky & Mikaela                         | chlap                                 | Díl: „Pilot“                                   |
| 2008      | Humanzee!                                | Humanzee                              | Díl: „Pilot"                                   |
| 2008–2009 | PG Porn                                  | Peppermint Patty, Jason, Bill Scrotey | 8 dílů také tvůrce seriálu a scenárista        |
| 2009      | The Jace Hall Show                       | on sám                                | Díl: „James Gunn & Brutal Legend“              |
| 2011      | For a Green Card                         | Andrew                                | Díl: „What Could Possibly Go Wrong?“           |
| 2012      | Příběhy starožitností aneb Víte co máte? | on sám                                | Díl: „Junk in the Trunk 2“                     |
| 2012      | Glee                                     | Phineas Hayes                         | Díl: „Makeover“                                |
| 2012–2013 | H+                                       | Jason O'Brien                         | 9 dílů                                         |
| 2012–2013 | Bunheads                                 | Sebastian                             | 2 díly                                         |
| 2013      | The Education of Eddie and Mortimer      | Creepy Carl                           | televizní film                                 |
| 2014      | The Victoria Uyen Show                   | on sám                                | Díl: „Guardians of the Galaxy Premiere“        |
| 2014      | Sběratelé kostí                          | Dr. Howard Fitch                      | Díl: „Vražda mezi forenzními vědci“            |
| 2016      | Superstore                               | zákazník                              | Díl: „Secret Shopper“                          |
| 2016      | Gilmorova děvčata: Rok v životě          | Kirk Gleason                          | minisérie                                      |
| 2018      | Robot Chicken                            | různé role (dabing)                   | Díl: „Why Is It Wet?“                          |
| 2021      | What If...?                              | Kraglin Obfonter (dabing)             | Díl: „What If... T'Challa Became a Star-Lord?" |
| 2021      | Zelenáč                                  | Lovec pokladů                         | Díl: „Poetic Justice"                          |
| 2022      | Na seznamu smrti                         | Saul Agnon                            |                                                |
| 2022      | Strážci Galaxie: Sváteční speciál        | Kraglin Obfonter                      | motion capture za Rocketa                      |
| 2023      | Dobrý doktor                             | Kenny                                 | Díl: „Love's Labor"                            |
| 2023      | Úžasná paní Maiselová                    | Stewart Jones                         | Díl: „The Testi-Roastia"                       |

### Videohry
| Rok  | Název             | Role |
| ---- | ----------------- | ---- |
| 2012 | Lollipop Chainsaw | Swan |